# Natalscia thomsoni
Natalscia thomsoni är en kräftdjursart som beskrevs av Stefano Taiti och Franco Ferrara1982. Natalscia thomsoni ingår i släktet Natalscia och familjen Philosciidae. Inga underarter finns listade i Catalogue of Life.